# Back to You
Back to You ((em Portugal) Juntos de Novo) foi uma série de comédia norte-americana, que foi ao ar na Fox a partir de 19 de setembro de 2007 a 14 de maio de 2008. Os criadores e produtores executivos foram Christopher Lloyd e Steven Levitan, e o diretor foi James Burrows. A série estrelou Kelsey Grammer e Patricia Heaton como apresentadores de um programa de notícias. A série foi cancelada após uma temporada.

## Enredo
Chuck Darling (Kelsey Grammer) e Kelly Carr (Patricia Heaton) eram apresentadores de um programa de notícias em Pittsburgh, que tinha grande audiência, apesar de constantemente brigarem. Entretanto, Chuck aceitou um emprego em outro lugar. Depois de um comentário constrangedor que ele faz, ele é demitido de um grande mercado noticiário em Los Angeles. Chuck volta a Pittsburgh após 10 anos para se tornar novamente apresentador do noticiário. Chuck também descobre que ele é o pai de Gracie (a filha de Kelly) de 10 anos de idade. Sua filha, Gracie, faz 11 anos no episódio, Something's Up There.

## Elenco
- Kelsey Grammer como Chuck Darling
- Patricia Heaton como Kelly Marsha Carr

## Recepção
Back to You teve recepção mista por parte da crítica especializada. Com base de 27 avaliações profissionais, alcançou uma pontuação de 58% no Metacritic.

## Episódios
Lista Cronológica dos episódios com os títulos originais em inglês:
- Piloto
- Fish Story
- The First Supper
- A Gentleman Always Leads
- A Night of Possibilities
- Gracie's Bully
- Something's Up there
- Cradle to Grave
- Business or Pleasure?
- Date Night
- The New Boss
- The House of Tomorrow
- Wall of Fame
- Hug and Tell
- Two Steps Forward, One Step Back
- Chuck and Kelly, Doing it again
- Hostage Watch